# Enrico di Fiandra
Enrico di Fiandra, o Enrico di Hainaut (Valenciennes, 1176 circa – Tessalonica, 11 giugno 1216), è stato il secondo imperatore latino di Costantinopoli.

## Origine
Baldovino, sia secondo la Flandria Generosa (Continuatio Bruxellensis), che secondo la Chronica Albrici Monachi Trium Fontium, era il figlio maschio terzogenito del Conte di Hainaut, Marchese di Namur e Conte di Fiandra, Baldovino V di Hainaut e della Contessa di Fiandra, Margherita d'Alsazia.
Baldovino V di Hainaut, secondo il Gisleberti Chronicon Hanoniense, era il figlio del Conte di Hainaut, Baldovino IV e della moglie, Alice di Namur, che era figlia del conte di Namur, Goffredo I e della sua seconda moglie, l'erede della contea del Lussemburgo, Ermessinda di Lussemburgo, sia secondo la Genealogica comitum Buloniensium, che secondo la Chronica Albrici Monachi Trium Fontium e che, secondo il Herimanni, Liber de Restauratione Sancti Martini Tornacensis, era la sorella del conte di Lussemburgo e di Namur, Enrico IV.
Margherita d'Alsazia, secondo la Flandria Generosa (Continuatio Claromariscensis) era la figlia femmina secondogenita del conte delle Fiandre, Teodorico di Alsazia (1099 circa – 4 gennaio 1168) e di Sibilla d'Angiò (1112 circa – 1165), che, anche se l'arcivescovo, Guglielmo, della città di Tiro, nell'odierno Libano, nel suo Historia rerum in partibus transmarinis gestarum ce la presenta come figlia femmina primogenita era la figlia femmina secondogenita del conte d'Angiò e conte di Tours, conte consorte e poi conte del Maine ed infine reggente del Principato d'Antiochia e re consorte del Regno di Gerusalemme, Folco il Giovane, e della contessa del Maine, Eremburga, figlia unica del conte del Maine, Elia I e di Matilde, come riporta nella sua Historia Ecclesiastica, Pars II, Liber IV del monaco e cronista medievale, Orderico Vitale, signora di Château-du-Loir, figlia di Gervaso, signore di Château-du-Loir.

## Biografia
Sua madre, Margherita, morì nel 1194, come ci confermano gli Annales Blandinienses; secondo il Gisleberti Chronicon Hanoniense, la contessa si trovava a Male (oggi quatrtiere di Bruges), dove si ammalò gravemente, e dove morì il 15 novembre e fu sepolta a Bruges, nella chiesa di San Donato.
Suo fratello Baldovino, il figlio maschio primogenito, sempre secondo il Gisleberti Chronicon Hanoniense, divenne così Baldovino IX, conte delle Fiandre, anche se il governo della contea continuò ad essere esercitato dal padre.
Suo padre, Baldovino V, conte di Hainaut e conte di Namur, ancora secondo il Gisleberti Chronicon Hanoniense, dopo lunga malattia morì a Mons il 17 dicembre 1195 (1195, mense Decembri, 12 kal. ianuarii); suo fratello Baldovino, il figlio maschio primogenito, gli succedette, nella contea di Hainaut, come Baldovino VI, mentre nella contea di Namur gli succedette il figlio maschio secondogenito, Filippo.
Il 23 febbraio 1200, Enrico prese l'impegno di partire per la Terra Santa, assieme a suo fratello, il Conte di Fiandra e di Hainaut, Baldovino e a suo cognato, il conte di Champagne e di Brie, Tebaldo III, a cui fu concordemente assegnato il comando della quarta crociata. I due anni successivi furono impiegati per preparare la spedizione.
Dopo essere partiti nel 1202, la Crociata, nel 1203, era stata deviata verso Costantinopoli, per sostenere Alessio Angelo a conquistare il trono di Costantinopoli contro lo zio, l'imperatore Alessio III Angelo, che aveva deposto il proprio fratello e padre di Alessio, l'imperatore Isacco II Angelo; dopo che Alessio, divenuto nel frattempo Alessio IV, nel febbraio del 1204, era stato imprigionato e strangolato, al trono era salito Alessio V Ducas, che ripudiò tutti gli accordi presi coi Crociati, che decisero di combattere e ci fu un trattato tra i capi dei crociati tra cui, Baldovino, il Doge di Venezia, Enrico Dandolo e Bonifacio del Monferrato, per la spartizione del bottino, l'elezione di un imperatore latino e la divisione delle province; i crociati, tra cui Enrico, nel mese di aprile riuscirono a conquistare Costantinopoli e per tre giorni si abbandonarono al saccheggio sfrenato e all'uccisione di circa 2 000 abitanti e, dopo la spartizione del bottino, si apprestarono all'elezione dell'imperatore.
La corona imperiale, venne dapprima offerta al Doge di Venezia, Enrico Dandolo, che fu uno degli artefici del dirottamento della crociata su Costantinopoli, ma egli la rifiutò. La scelta quindi rimaneva tra due contendenti: Bonifacio del Monferrato, il candidato con più possibilità di avere l'appoggio dei Greci, e suo fratello, Baldovino, giovane, pio e virtuoso, uno dei pochi che aveva intrapreso la crociata senza secondi fini ed osservato con rigore il voto fatto alla partenza; era insomma il leader più popolare nell'esercito crociato e, soprattutto, aveva l'appoggio del doge Dandolo; la scelta ricadde infine su di lui e il 9 maggio 1204 fu eletto imperatore e incoronato il 16 maggio, in Santa Sofia con una cerimonia che seguì strettamente il cerimoniale Bizantino, dove Bonifacio sostenne la corona durante la cerimonia e prestò omaggio al rivale. Essendosi distinto nell'assedio di Costantinopoli e in altre situazioni, ben presto Enrico divenne prominente tra i principi del nuovo Impero Latino di Costantinopoli.
L'Impero Latino venne organizzato secondo principi feudali: l'Imperatore era il vertice della piramide e concedeva i territori conquistati ai feudatari a lui sottoposti. L'imperatore aveva poi un suo feudo, che consisteva nella città di Costantinopoli nelle regioni adiacenti sia sulla costa anatolica sia su quella europea e alcune isole tra cui Lemno, Lesbo, Chio e Tino, su cui governava direttamente, mentre il resto del territorio dell'impero, che in massima parte doveva essere ancora conquistato, veniva diviso tra i Veneziani e gli altri Crociati.
Durante l'inverno 1204-1205 i Franchi proseguirono la conquista della Bitinia, alla quale Enrico prese parte.
Ma nel febbraio 1205 i Greci, che non gradivano che le loro chiese fossero governate da vescovi latini, si ribellarono e furono aiutati dallo zar di Bulgaria, Kaloyan, la cui proposta di alleanza era stata rifiutata da Baldovino. La guarnigione fedele a Baldovino fu espulsa da Adrianopoli. Baldovino allora assieme a Dandolo, Luigi I di Blois, e Goffredo di Villehardouin, lo storico e trovatore, marciò sulla città nell'intento di assediarla, ma l'esercito franco fu sconfitto nella battaglia di Adrianopoli, il conte di Blois ucciso e Baldovino stesso, nell'aprile 1205, cadde prigioniero dello Zar. Quando arrivò Enrico con i rinforzi dall'Asia Minore la battaglia era terminata e si poté trarre in salvo solo i resti dell'esercito.
Per qualche tempo il destino di Baldovino rimase incerto: a suo fratello, Enrico, fu affidata la reggenza e, per più di un anno, non si fu certi della sua morte fino alla metà di luglio del 1206. La conferma della morte di Baldovino in prigionia fu data a Enrico da alcuni cavalieri Franchi, tratti in salvo a Stenimaco.

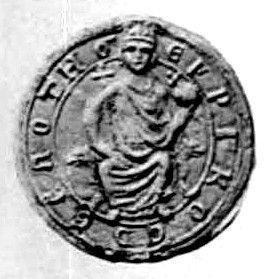
Sigillo di Enrico imperatore latino di Costantinopoli.

A Baldovino, sul trono imperiale, succedette Enrico, che venne incoronato il 20 agosto 1206, mentre nelle Fiandre l'altro fratello Filippo di Namur mantenne la carica di reggente accordandosi col re di Francia, Filippo II Augusto ed entrambe le figlie di Baldovino, Giovanna e Margherita, furono condotte a Parigi per essere educate.
Anche Bonifacio di Monferrato prestò omaggio a Enrico e, nel febbraio 1207, gli concesse in moglie la propria figlia, Agnese (1187 – 1207/1208), anche per far fronte comune contro lo Zar di Bulgaria, Kalojan, che dopo aver raso al suolo Adrianopoli, minacciava il regno di Tessalonica e, nel settembre di quello stesso anno, riuscì a tendere un'imboscata a Bonifacio, vicino a Mossinopoli, dove quest'ultimo trovò la morte. Kalojan morì nell'ottobre di quello stesso anno, mentre preparava un attacco a Tessalonica.
Enrico fu un governante saggio, il cui regno trascorse tra le lotte contro il suo rivale, Teodoro I Lascaris, Imperatore di Nicea, che, nel 1205, era succeduto al fratello, Costantino e, nel 1208, era stato incoronato imperatore, mentre col successore di Kalojan, Boril, dopo un iniziale periodo di guerra (in quel periodo Enrico dopo la vittoria di Filippopoli, del 1208, si alleò col despota bulgaro Alessio Slavo, nipote di Kalojan), si giunse ad una tregua che, nel 1213, portò al matrimonio di Enrico, vedovo di Agnese da diversi anni, con la figlia adottiva di Boril, Maria; Enrico fece allora una alleanza con Boril ed il re d'Ungheria, Andrea II, per combattere il re di Serbia, Stefano Prvovenčani; però l'offensiva congiunta di Latini, Bulgari e Ungheresi contro i Serbi fu un completo disastro.
Enrico morì improvvisamente l'11 giugno 1216, appena quarantenne, a Tessalonica L'imperatore morì, si dice, avvelenato dalla seconda moglie, la bulgara Maria. Dopo la morte di Enrico fu eletto a succedergli il cognato, Pietro, marito della sorella Iolanda.
Sembra che Enrico sia stato coraggioso ma non crudele, e tollerante ma non debole; possedendo «il superiore coraggio di opporsi, in un'epoca di superstizioni, all'orgoglio e all'avarizia del clero». I suoi sudditi Greci lo avevano accettato perché Enrico li trattava come collaboratori.

## Discendenza
Enrico dalla prima moglie Agnese (il matrimonio ci viene confermato da Goffredo di Villehardouin) ebbe un figlio:
- un maschio, morto in tenera età (Goffredo di Villehardouin afferma che, nel mese di settembre, Agnese era in attesa di un figlio[35])

Enrico dalla seconda moglie Marija non ebbe figli.
Enrico da una amante di cui non si conoscono né il nome né gli asendenti ebbe una figlia:
- una femmina che sposò Alessio Slavo, nipote di Kalojan[25].

## Ascendenza
|                         |                        |                          | Genitori                   |  |  | Nonni |  |  | Bisnonni                 |  |  | Trisnonni               |  |
|                         |                        |                          |                            |  |  |       |  |  | Baldovino III di Hainaut |  |  | Baldovino II di Hainaut |  |
|                         |                        |                          |                            |  |  |       |  |  | Baldovino III di Hainaut |  |  | Baldovino II di Hainaut |  |
|                         |                        | Ida di Lovanio           |                            |  |  |       |  |  | Baldovino III di Hainaut |  |  |                         |  |
| Baldovino IV di Hainaut |                        |                          |                            |  |  |       |  |  | Baldovino III di Hainaut |  |  |                         |  |
|                         |                        | Iolanda di Gheldria      | Gerardo I di Gheldria      |  |  |       |  |  |                          |  |  |                         |  |
|                         |                        | Iolanda di Gheldria      | Gerardo I di Gheldria      |  |  |       |  |  |                          |  |  |                         |  |
|                         |                        | Iolanda di Gheldria      | Clemenza d'Aquitania       |  |  |       |  |  |                          |  |  |                         |  |
| Baldovino V di Hainaut  |                        | Iolanda di Gheldria      |                            |  |  |       |  |  |                          |  |  |                         |  |
|                         |                        | Goffredo I di Namur      | Alberto III di Namur       |  |  |       |  |  |                          |  |  |                         |  |
|                         |                        | Goffredo I di Namur      | Alberto III di Namur       |  |  |       |  |  |                          |  |  |                         |  |
|                         |                        | Goffredo I di Namur      | Ida di Sassonia            |  |  |       |  |  |                          |  |  |                         |  |
| Alice di Namur          |                        | Goffredo I di Namur      |                            |  |  |       |  |  |                          |  |  |                         |  |
|                         |                        | Ermesinde di Lussemburgo | Corrado I di Lussemburgo   |  |  |       |  |  |                          |  |  |                         |  |
|                         |                        | Ermesinde di Lussemburgo | Corrado I di Lussemburgo   |  |  |       |  |  |                          |  |  |                         |  |
|                         |                        | Ermesinde di Lussemburgo | Clemenza d'Aquitania       |  |  |       |  |  |                          |  |  |                         |  |
| Enrico di Fiandra       |                        | Ermesinde di Lussemburgo |                            |  |  |       |  |  |                          |  |  |                         |  |
|                         | Teodorico II di Lorena | Gerardo di Lorena        |                            |  |  |       |  |  |                          |  |  |                         |  |
|                         | Teodorico II di Lorena | Gerardo di Lorena        |                            |  |  |       |  |  |                          |  |  |                         |  |
|                         | Teodorico II di Lorena | Edvige di Namur          |                            |  |  |       |  |  |                          |  |  |                         |  |
| Teodorico di Alsazia    | Teodorico II di Lorena |                          |                            |  |  |       |  |  |                          |  |  |                         |  |
|                         |                        | Gertrude di Fiandra      | Roberto I di Fiandra       |  |  |       |  |  |                          |  |  |                         |  |
|                         |                        | Gertrude di Fiandra      | Roberto I di Fiandra       |  |  |       |  |  |                          |  |  |                         |  |
|                         |                        | Gertrude di Fiandra      | Gertrude di Sassonia       |  |  |       |  |  |                          |  |  |                         |  |
| Margherita I di Fiandra |                        | Gertrude di Fiandra      |                            |  |  |       |  |  |                          |  |  |                         |  |
|                         |                        | Folco V d'Angiò          | Folco IV d'Angiò           |  |  |       |  |  |                          |  |  |                         |  |
|                         |                        | Folco V d'Angiò          | Folco IV d'Angiò           |  |  |       |  |  |                          |  |  |                         |  |
|                         |                        | Folco V d'Angiò          | Bertrada di Montfort       |  |  |       |  |  |                          |  |  |                         |  |
| Sibilla d'Angiò         |                        | Folco V d'Angiò          |                            |  |  |       |  |  |                          |  |  |                         |  |
|                         |                        | Eremburga del Maine      | Elia I del Maine           |  |  |       |  |  |                          |  |  |                         |  |
|                         |                        | Eremburga del Maine      | Elia I del Maine           |  |  |       |  |  |                          |  |  |                         |  |
|                         |                        | Eremburga del Maine      | Matilde di Château-du-Loir |  |  |       |  |  |                          |  |  |                         |  |
|                         |                        | Eremburga del Maine      |                            |  |  |       |  |  |                          |  |  |                         |  |

### Fonti primarie
- (LA)  Monumenta Germaniae Historica, Scriptores, tomus V.
- (LA)  Monumenta Germaniae Historica, Scriptores, tomus IX.
- (LA)  Monumenta Germaniae Historica, Scriptores, tomus XIV.
- (LA)  Monumenta Germaniae Historica, Scriptores, tomus XXI.
- (LA)  Monumenta Germaniae Historica, Scriptores, tomus XXIII.
- (LA)  Orderici Vitalis, Historia Ecclesiastica, tomus unicus.
- (LA)  Historia Rerum in partibus transmarinis gestarum.
- (EN)  Memoirs or Chronicle of The Fourth Crusade and The Conquest of Constantinople.
- (FR)  Recueil des historiens des croisades. Historiens occidental, tome II.

### Letteratura storiografica
- Steven Runciman, Storia delle Crociate, 4ª ed., Torino, Einaudi, 1966.
- D.M. Nicol, La quarta crociata e gli imperi greco e latino, 1204 - 1261, in Storia del mondo medievale, III: L'impero Bizantino, 1999,  pp. 503-558.
- K.M. Setton, I latini in Grecia e nell'Egeo dalla quarta crociata alla fine del medioevo, in Storia del mondo medievale, vol. 3: L'impero Bizantino, 1999,  pp. 619-658.
- M. Dinic, I Balcani (1018 - 1499), in Storia del mondo medievale, IV: La riforma della chiesa e la lotta tra papi e imperatori, 1999,  pp. 596-643.
- Frederick Maurice Powicke, I regni di Filippo Augusto e Luigi VIII di Francia, in Storia del mondo medievale, V. Il trionfo del papato e lo sviluppo comunale, 1999,  pp. 776-828.